# Микрево
Ми́крево (болг. Микрево) — село в Благоєвградській області Болгарії. Входить до складу громади Струмяни.

## Відомі уродженці
- Симеон Щерев (1959) — болгарський борець вільного стилю, чемпіон, срібний та дворазовий бронзовий призер чемпіонатів світу, триразовий чемпіон, дворазовий срібний та чотириразовий бронзовий призер чемпіонатів Європи, бронзовий призер Олімпійських ігор.

## Населення
За даними перепису населення 2011 року у селі проживали 2228 осіб.
Національний склад населення села:
| Національність   | Кількість осіб | Відсоток |
| ---------------- | -------------- | -------- |
| болгари          | 1306           | 89,6 %   |
| цигани           | 89             | 6,1 %    |
| інша             | 54             | 3,7 %    |
| Всього відповіли | 1457           |          |

Розподіл населення за віком у 2011 році:
Динаміка населення: